# Leonid Andrussow
Leonid Andrussow (Riga, 28 de Novembro de 1896 — França, 15 de Dezembro de 1988) foi um engenheiro químico alemão.
Conhecido por ter desenvolvido um processo industrial para sintetizar o cianeto de hidrogênio.